# Толмань-Ібраєво
Толма́нь-Ібра́єво (рос. Толмань-Ибраево, марій. Йыврайсола) — присілок у складі Новотор'яльського району Марій Ел, Росія. Входить до складу Масканурського сільського поселення.

## Населення
Населення — 1 особа (2010; 1 у 2002).
Національний склад (станом на 2002 рік):
- марійці — 100 %